# Wermikulit

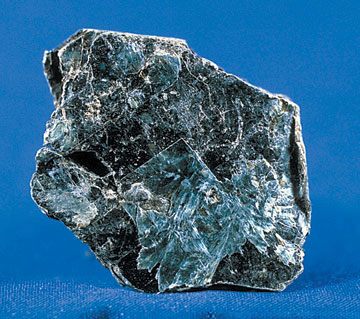
Wermikulit

Wermikulit, (Mg, Fe, Al)3(Al, Si)4O10(OH)2·4H2O, – minerał ilasty, który zwiększa swoją objętość pod wpływem podgrzewania. Powstaje podczas wietrzenia lub zmian hydrotermalnych biotytu lub flogopitu. Znaczne złoża wermikulitu znajdują się w Australii, Nowej Zelandii, Rosji, Indiach, Brazylii, Chile, Egipcie, Kanadzie, Japonii, Ugandzie oraz Madagaskarze.

## Charakterystyka

### Właściwości
W czasie obróbki w wysokiej temperaturze wermikulit jest w stanie zwiększyć swoją objętość 20-krotnie, stając się wermikulitem ekspandowanym. Jest chemicznie obojętny oraz stabilny biologicznie.  
Wermikulit jest minerałem niepalnym. Posiada dużą pojemność sorpcyjną kationów oraz właściwości buforowe.  

## Zastosowanie
Wykazuje wysokie właściwości magazynowania wilgoci, dzięki czemu jest chętnie wykorzystywany w ogrodnictwie. Dodawany jest do podłoży szczepionych biopreparatami mikoryzowymi.
Wermikulit stosowany jest również w budownictwie jako dodatek do cegieł, bloków i płyt oraz wypełniacz do betonów izolacyjnych.